# Gloeikousje

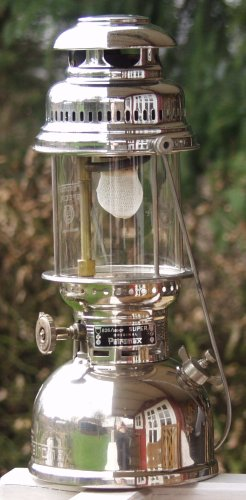
Een Petromax-lamp met gloeikousje (wit)

Een gloeikousje is een kousje (netje) gemaakt van een materiaal dat bij verhitting helder wit oplicht. Het wordt gebruikt om het licht van een gaslamp, dat normaal vrij geel is en veel blauw en onzichtbaar  ultraviolet licht bevat, witter te maken en de bruikbare lichtopbrengst te vergroten. Het kousje werd vroeger veel toegepast bij gasverlichting in steden en tegenwoordig nog in kampeerlampen en petroleumlampen.

## Geschiedenis
De eerste "moderne" gloeikous werd ontwikkeld door de scheikundige Carl Auer von Welsbach, een student van Robert Bunsen. Hij ontdekte dat thorium effectiever was dan de tot dan toe gangbare materialen, en in 1891 kwam hij met een mengsel van 99% thoriumoxide en 1% ceriumoxide. Dit werd een commercieel succes en bleef tot ver in de twintigste eeuw in gebruik in straatverlichting totdat elektrisch licht de gasverlichting verdrong.  
In Nederland werd in 1904 de Eerste Nederlandsche Thorium-en Gasgloeilichtfabriek te Amsterdam opgericht die in 1908 verplaats werd naar Amersfoort. 

## Werking
Een gloeikousje bevat bepaalde metaaloxiden die bij verhitting veel licht in het zichtbare spectrum uitstralen en weinig infrarood. Hiervoor worden oxiden van lanthaniden en de chemisch enigszins verwante actiniden gebruikt, zoals cerium en thorium.
Het kousje bestaat uit een netwerkje van synthetische vezels, verzadigd met de gebruikte metaaloxiden. Bij de eerste maal verhitten, branden de vezels weg en blijft er een "netje" van metaaloxiden achter.

## Gebruik
De kousjes worden gebruikt in benzine- of petroleumvergassers, zoals Tilley-, Coleman- en Petromaxlampen. De vloeibare brandstof moet eerst worden omgezet in gasvorm. Dat gebeurt door de aanvoerbuis van de vloeistof te verhitten door de brandende lamp zelf. Het opstarten gebeurt door middel van een brandend bakje met spiritus of door de op druk gebrachte brandstof te vernevelen. De gloeikous hangt in deze lampen naar beneden gericht. Ook petroleumlampen met een lont kunnen worden voorzien van een gloeikous. Hierbij wordt de gloeikous in een houder bovenop de vlam van de lamp geplaatst. Een voorbeeld hiervan zijn de Aladdinlampen. Mobiel is een gebruikt kousje zeer kwetsbaar, het is niets meer dan as. De lamp is derhalve zeer gevoelig voor schokken.

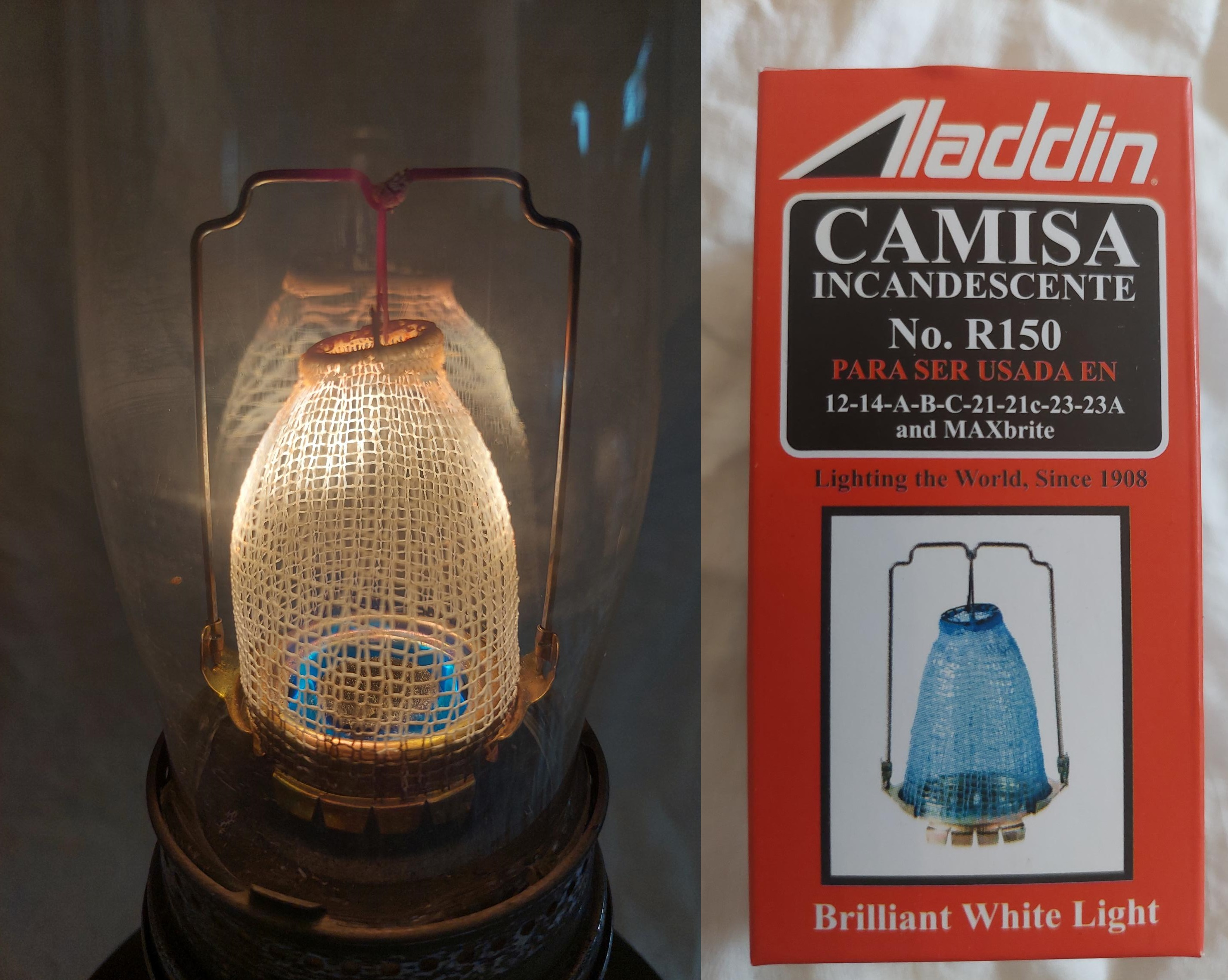
Een Aladdin R150-gloeikous in een Aladdin 21-petroleumlamp.

## Radioactiviteit
Thorium is licht radioactief. De blootstelling van een gebruiker aan een lamp brengt bij normaal gebruik echter geen noemenswaardige risico's met zich mee. Het totale jaarlijkse dosisequivalent voor één persoon komt (bij twee uur per dag gedurende één week per jaar) uit op ongeveer 0,1 mSv, iets meer dan 5% van het gemiddelde jaarlijkse dosisequivalent ten gevolge van achtergrondstraling. Het gebruik van thorium leidt echter wel tot verhoogde blootstelling aan straling voor fabrieksarbeiders en tot vervuiling van de grond rond fabrieken waar met de stof gewerkt wordt. Het grootste gevaar is dat een gebruiker de handen niet wast na het aanraken van een gloeikousje. Als men thorium  binnenkrijgt is er een radioactieve besmetting. De kans op vormen van kanker wordt daardoor vergroot. Om die reden zijn thoriumhoudende gloeikousjes in een aantal landen niet meer toegestaan. Er zijn alternatieven, zoals yttriumoxide of zirkoniumoxide. In Nederland is de handel in  thorium-gloeikousjes sinds 2002 verboden.